# Esquerrà
Un esquerrà, esquerrer o persona esquerrana és més hàbil amb la mà esquerra que amb la seva mà dreta, i consegüentment escriurà amb la mà esquerra i probablement també realitzarà altres activitats de la vida quotidiana, com ara cuinar o la cura personal, amb aquesta mà. Aproximadament, el 13 % de la població mundial és esquerrana.

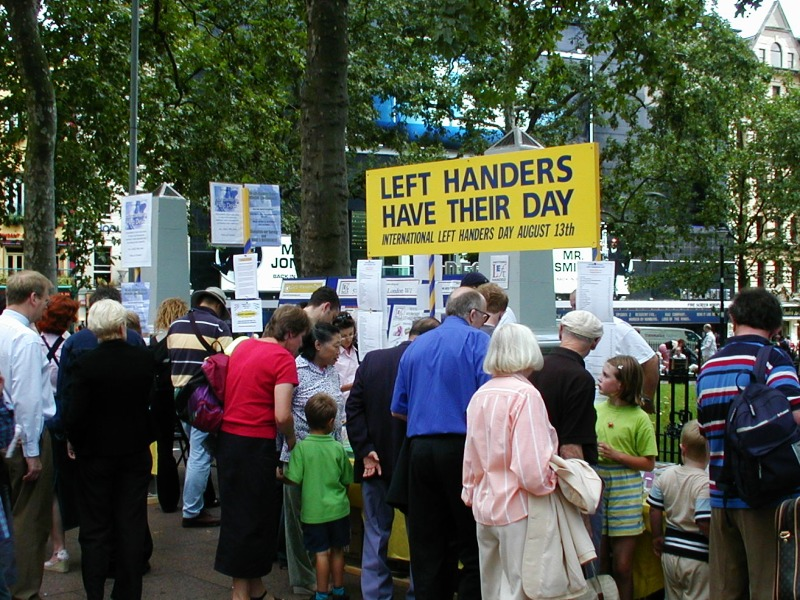
Dia Internacional dels Esquerrans, 13 d'agost de l'any 2002

Al llarg de la història, ser esquerrà ha estat considerat quelcom negatiu –la paraula llatina sinister volia dir 'esquerra', però també 'sinistre'– i per això s'intentava corregir la lateralitat dels nens que mostraven un major ús de la mà esquerra. No obstant això, hi ha hagut molts esquerrans importants, i s'ha descobert que, en algunes circumstàncies, l'hemisferi cerebral dret (associat a la part esquerra del cos), més actiu en els esquerrans, està associat a la genialitat.
En alguns països, esquerrà és també un mot corrent per designar una persona amb idees polítiques d'extrema esquerra o comunistes, en general amb intenció despectiva, amb l'equivalent francés gauchiste.

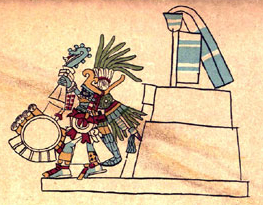
Huitzilopochtli, el sinistre déu Sol, és un dels déus originaris dels asteques quan eren una tribu unida. En náhuatl, el seu nom significa 'picaflor esquerrà'; no obstant això, el nom també es pot traduir com 'el que ve del sud'. En els mapes asteques, el sud està a l'esquerra, i és aquí on es trobava el paradís

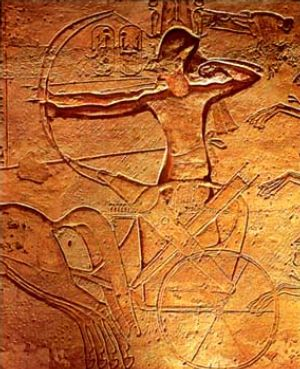
Ramsès II a Kadesh